# Soda stocksii

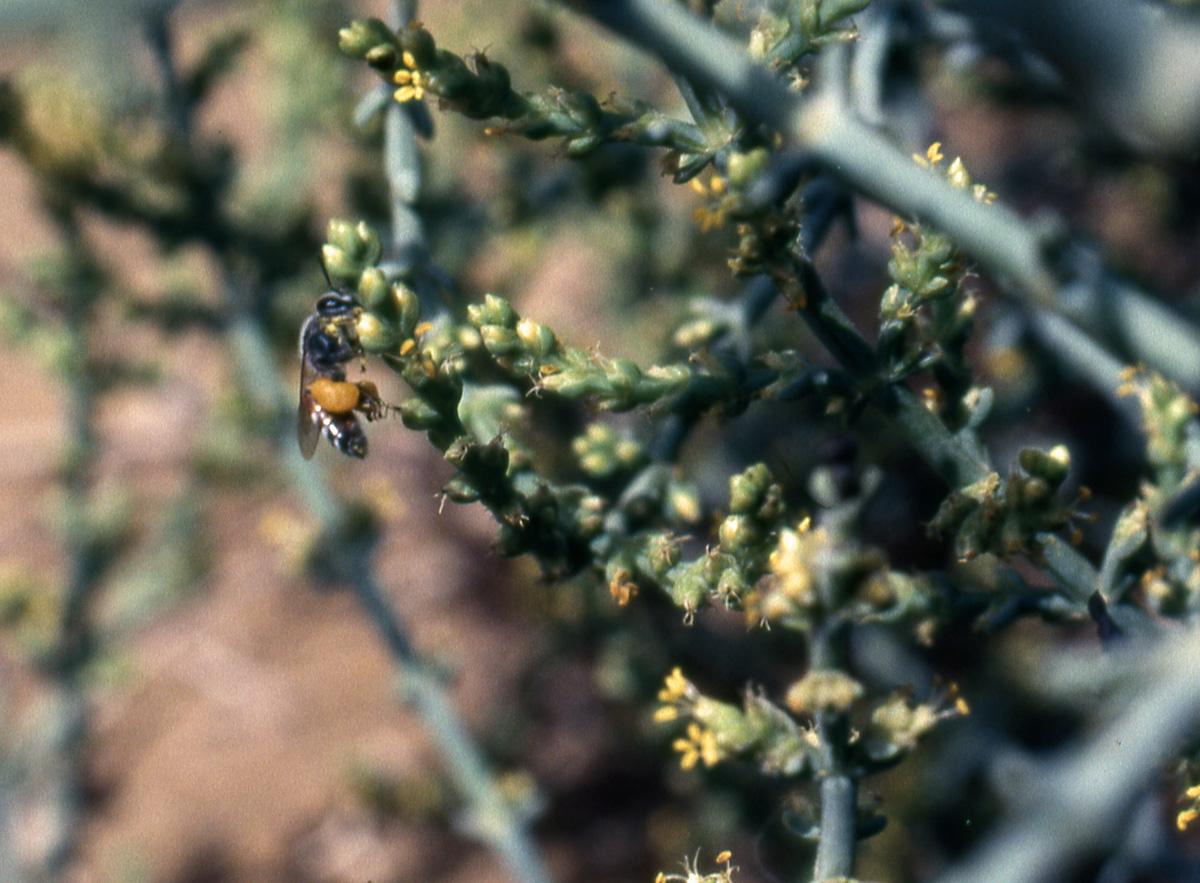
Soda stocksii, Bestäubung durch Wildbienen

Soda stocksii ist eine Pflanzenart in der Familie der Fuchsschwanzgewächse (Amaranthaceae).

## Beschreibung
Soda stocksii wächst als kleiner Strauch, der Wuchshöhen von 25 bis 80 Zentimeter erreicht. Die abstehenden oder aufsteigenden, gegenständigen Zweige besitzen eine kahle oder bereifte Rinde. Die sitzenden, abstehenden Laubblätter sind stielrund, fleischig (sukkulent) und bis zu 5 mm lang sowie bis zu 1,5 mm breit. 
Die lockeren, rispigen Blütenstände bestehen aus 3 bis 12 cm langen ährigen Teilblütenständen mit zahlreichen Blüten. Die Blütenhüllblätter (Tepalen) sind nur 1,5 mm lang. Zwischen den fünf Staubblättern befinden sich eiförmige Staminodien. 
Zur Fruchtzeit entwickeln die Tepalen ausgebreitete braune Flügel, der Durchmesser der Blütenhülle beträgt dann etwa 6 mm. Der Same weist einen Durchmesser von 2,5 bis 3 mm auf.

## Bestäubung und Ausbreitung der Diasporen
Soda stocksii wird von kleinen Wildbienen (unbekannte Hymenoptera) bestäubt, die beim Sammeln von Pollen beobachtet wurden (siehe Foto).
Die geflügelten Früchte werden durch den Wind ausgebreitet (Anemochorie). 

## Verbreitung
Soda stocksii kommt in Afghanistan, Pakistan und westlichen Indien (Punjab, Rajasthan) vor. Dort wächst Soda stocksii auf sandigen oder lehmigen salzigen Böden (Halophyt) und auf Kalkhügeln.

## Nutzung
Soda stocksii wird zur Gewinnung von Natriumcarbonat genutzt welches als Waschzusatz, als Volksheilmittel und als Speisenzusatz verwendet wird. Außerdem wird es zur Herstellung von Kala Namak verwendet.

## Systematik
Die Erstbeschreibung erfolgte 1859 durch Pierre Edmond Boissier unter dem Namen Salsola stocksii in Diagnoses plantarum orientalium novarum, ser. 2,4, Neocomi, 1859, S. 75. Später wurde die Art meist in der Gattung Haloxylon geführt, ab 2001 der Gattung Seidlitzia zugeordnet. Phylogenetische Forschungen bestätigten 2007 die nahe Verwandtschaft mit der Gattung Salsola, die in mehrere Gattungen aufgespalten wurde. Im Jahr 2020 wurde die Art in die Gattung Soda verschoben.
Synonyme sind Salsola stocksii Boiss., Haloxylon stocksii (Boiss.) Benth. & Hook., Seidlitzia stocksii (Boiss.) Assadi, und Haloxylon recurvum sensu Bunge.